# Библиотека доктора Мартина Лютера Кинга-младшего
Библиотека доктора Мартина Лютера Кинга-младшего (также известная как Библиотека MLK или Библиотека Кинга) — публичная университетская библиотека, расположенная в центре Сан-Хосе, Калифорния.
Торжественное открытие библиотеки состоялось 16 августа 2003 г.
На 2018 год - это самое большое здание библиотеки на западе США, построенное в рамках единого строительного проекта, насчитывающее более 475 000 квадратных футов (44 000 м²) площади на восьми этажах и примерно 1,6 миллионов томов.
Библиотека доктора Мартина Лютера Кинга-младшего является результатом сотрудничества между городом Сан-Хосе и Университетом штата Калифорния в Сан-Хосе: это основная библиотека как для государственного университета Сан-Хосе, так и для системы публичных библиотек Сан-Хосе.
В 2004 году она была удостоена звания «Библиотека года» журналом Library Journal и Thompson Gale за совместное сочетание двух функций, а также за здание. К своей десятой годовщине в 2013 году она все еще оставалась крупнейшей объединенной университетско-муниципальной библиотекой в Соединенных Штатах.
Здание библиотеки может принять более 2000 посетителей.

## Здание

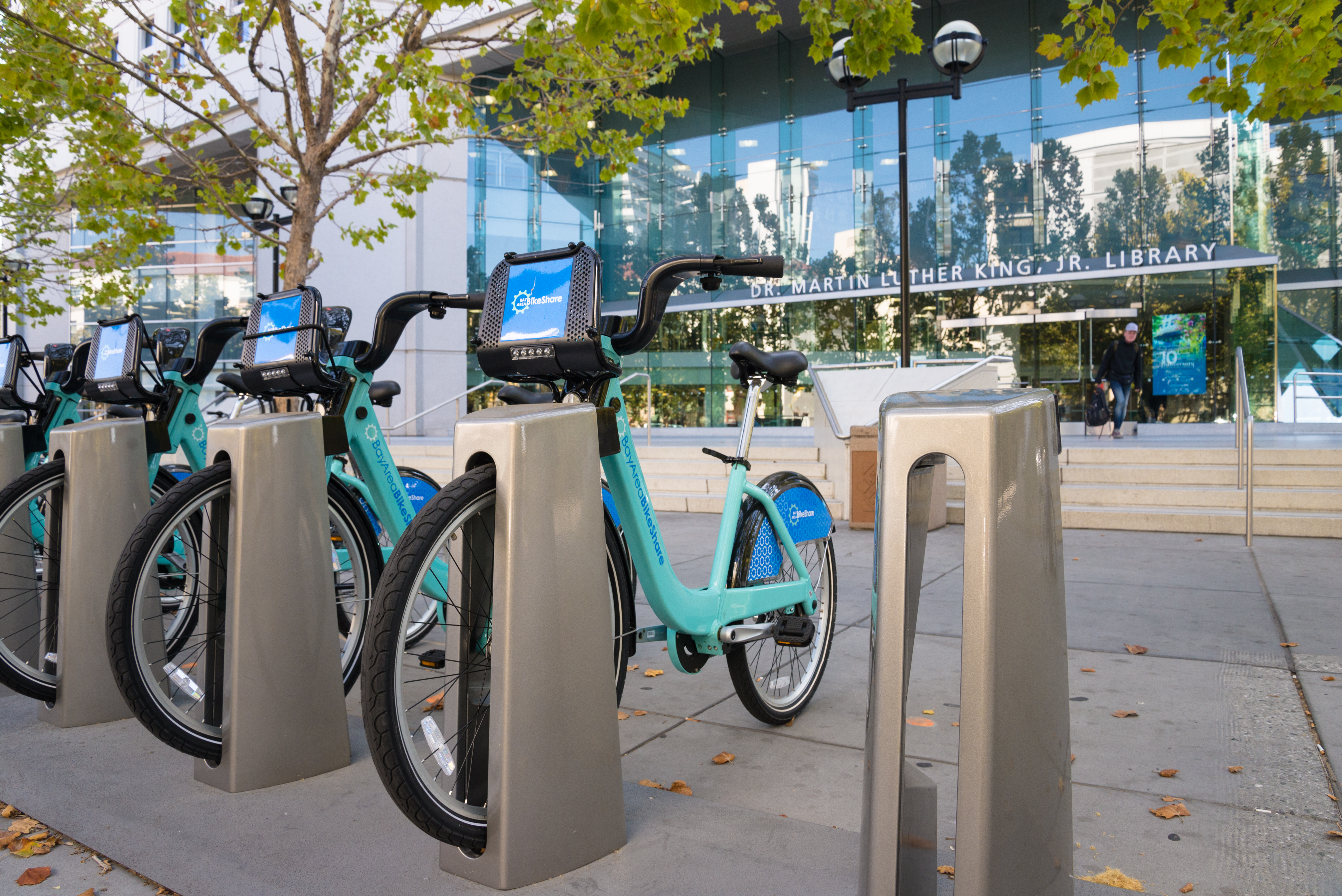

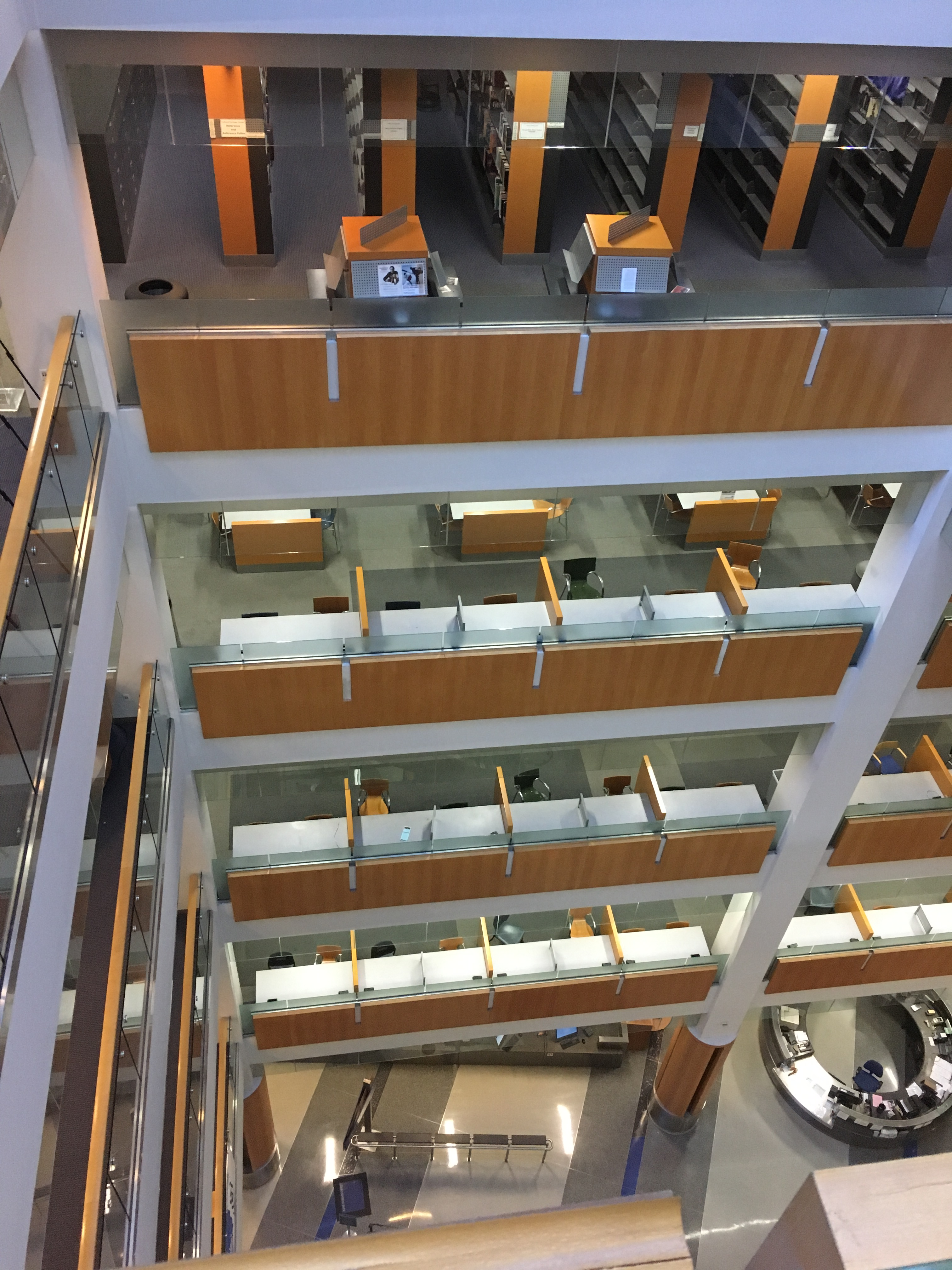
Вид на атриум с 6 этажа.

На нижнем уровне (ниже 1 этажа) находятся общественные компьютеры, журналы и правительственные документы.
Справочные коллекции находятся на 2 этаже.
Фонды системы Городской библиотеки разложены на стеллажах 3 этажа. Там научная литература индексируется с помощью десятичной классификации Дьюи, а художественная литература сортируется в алфавитном порядке по фамилии автора.
Фонды Университетской библиотеки (известной также как Коллекция исследований) разложены на 6,7, 8 этажах и индексируются с помощью системы классификации Библиотеки Конгресса. В обеих системах есть несколько дублирующих томов.
Центр здания известен как Атриум Корет. На первом  этаже в атриуме большой светодиодный дисплей показывает в режиме реального времени количество выданных в аренду предметов (книг и других носителей, таких как компакт-диски и DVD), выданных всей городской библиотечной системой с 2000 года. На май 2016, этот дисплей показал цифру более 177 миллионов.
На нижнем уровне, на втором и третьем этажах расположено большинство общественных компьютеров.
Четвертый этаж отведен студентам со своими ноутбуками, а на нижних этажах установлены большие круглые столы для встреч. На всех этажах, кроме 1-го, есть отдельные коворкинги для студентов или представителей общественности, которые занимаются исследованиями в своих учебных заведениях. 6-й и 8-й этажи - «тихие учебные этажи», а 7-й этаж - «тихие учебные этажи».

### Паблик-арт
По всей библиотеке представлены произведения Мела Чина; название серии - Recolecciones (с испанского «воспоминания»).

## Библиотека

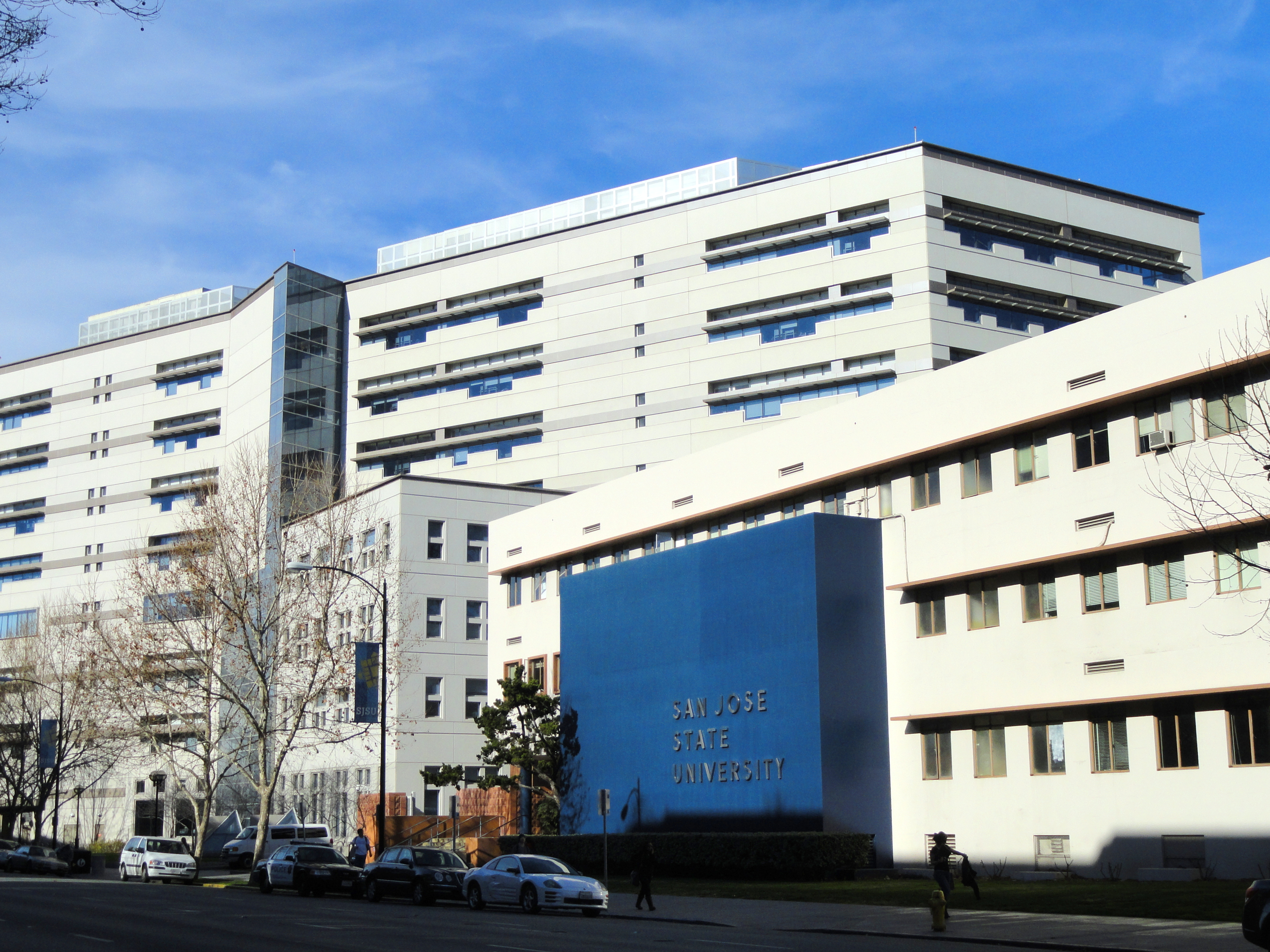
Библиотека служит библиотекой кампуса Университета Сан-Хосе.

### Специальные коллекции
Специальные коллекции в библиотеке включают, все на 5-м этаже, Центр исследований Бетховена Иры Ф. Бриллиант, Центр исследований Стейнбека Марты Хизли Кокс, Калифорнийскую историческую комнату и Специальные коллекции и архивы SJSU.
На 3-м этаже также располагается  Собрание гражданских прав доктора Мартина Лютера Кинга-младшего.

### Вычислительные и полиграфические услуги
В библиотеке есть общедоступные компьютеры и система онлайн-бронирования для резервирования времени на них. Студенты также могут зарезервировать учебные комнаты через аналогичную онлайн-систему. На компьютерах настроены методы ввода на традиционном китайском языке и методы ввода для некоторых европейских языков. Некоторые общедоступные компьютеры настроены только для доступа к каталогу библиотечных карточек и другим службам.
В Атриуме Корет на 1 этаже есть киоск из восьми общественных компьютеров с доступом в Интернет, для которых библиотечный билет не требуется. Они настроены таким образом, что использование ограничено 15 минутами за раз.

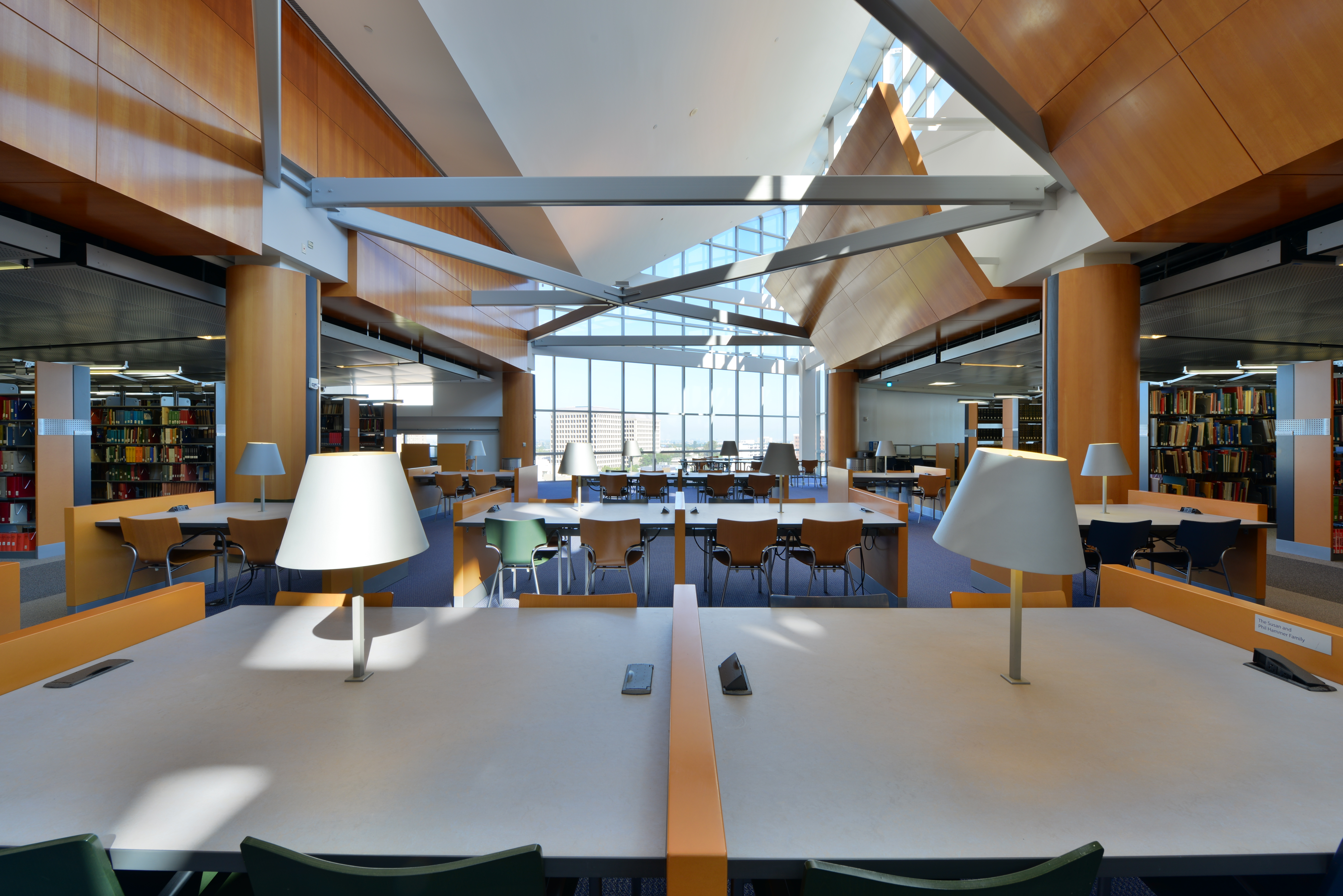
Интерьер 8-го этажа и учебное пространство.

На нижнем уровне около 20 общедоступных компьютеров, на втором и третьем этажах - по 50 общедоступных компьютеров. Для входа на эти компьютеры требуется номер карты городской библиотеки Сан-Хосе и PIN-код. Время доступа номинально ограничено 2 часами в день на одну библиотечную карточку, но в конце сеанса, если занято менее 90% общедоступных компьютеров, пользователю предоставляется еще один час сеанса. Сеансы входа в систему для пользователей общедоступных компьютеров автоматически прекращаются, когда библиотека закрывается для публики.
Все этажи оборудованы Wi-Fi. для использования этой услуги также требуется номер городской библиотечной карточки и PIN-код. Общедоступный незашифрованный SSID - King_Library_WIFI.
Ксероксы и принтеры  доступны только за наличный расчет на  1 и других этажах. Некоторые печатные станции могут работать с печатными картами. Копировальные аппараты, работающие только за наличные, доступны на большинстве этажей.

### Студенческая жизнь
Библиотека является важным звеном студенческой жизни Университета штата Калифорния. Студенты часто приходят со своими ноутбуками и участвуют в учебных группах как за столами, так и в учебных классах.

После того, как библиотека закрыта на день для публики, она остается открытой в течение «продленных учебных часов» (24 часа) для студентов, сотрудников и преподавателей SJSU, а также для студентов из других утвержденных местных учреждений.

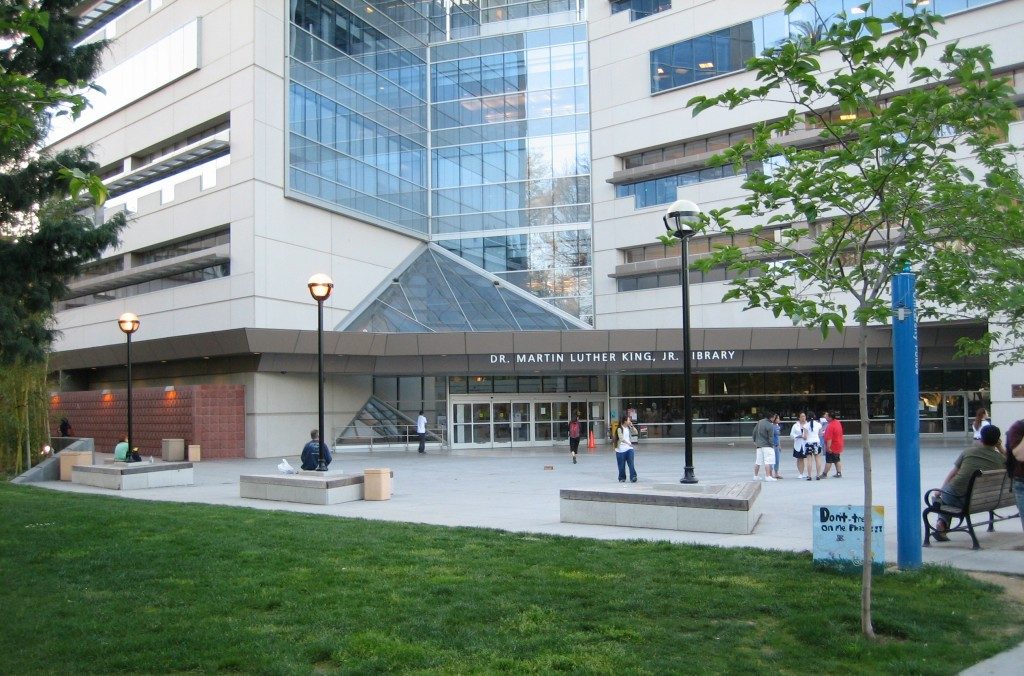
Юго-восточный вход

## внешние ссылки
- Двойная домашняя страница
  - Домашняя страница библиотеки доктора Мартина Лютера Кинга младшего
  - Откройте для себя: Каталог библиотечной системы
  - Libonline: Забронируйте компьютер или комнату
  - База знаний Quick Answers Springshare
- Домашняя страница SJSU библиотеки доктора Мартина Лютера Кинга-младшего - включает каталог библиотеки и другие ресурсы
  - Книжный магазин друзей - на 1 этаже библиотеки.
- http://www.worldcat.org/libraries/8580